# Aeroporto de São Manuel
O Aeroporto Estadual de São Manuel / Nelson Garófalo está localizado no município de São Manuel no estado de São Paulo.

## Aeroporto Estadual deSão Manuel/ Nelson Garófalo
SDNO/***

### Características
Aeroporto Estadual de São Manuel/Nelson Garófalo  	   	

Latitude: 22º41’46” S - Longitude: 48º34’34” O 		

Indicação ICAO: SDNO - Horário de Funcionamento: H24O/R 	

Código de Pista: 1 - Tipo de Operação: VFR noturno 		

Altitude: 730m/2.395 ft - Área Patrimonial (ha): 66,74 	  	

Temp. Média: 32,1 °C - Categoria Contra Incêndio disponível: 0 	

Distância da Capital (km) - Aérea: 223 Rodoviária: 268 	  	

Distância até o Centro da Cidade: 7 km

Endereço: Estrada Rodrigues Alves, s/nº - CEP: 18650-000 	

Fone: (14) 3841-3773 - Fax: (14) 3841-2889

### Movimento
Dimensões (m): 1.000 x 20  	   	

Designação da cabeceira: 13 - 31 - Cabeceira Predominante: 13 	

Declividade máxima: 0,7% - Declividade Efetiva: 0,65% 	

Tipo de Piso: asfalto - Resistência do Piso (PCN): 15/F/A/X/T 	

Cabeceira recuada 36m, sendo 36m na cabeceira 31

### Pista
Ligação do pátio à pista de pouso - PRA (m): 80 x 20  	 

Tipo de Piso: asfalto 	

Distância da cabeceira mais próxima (m): 280

### Pátio
Dimensões (m): 121 x 60 - Capacidade de Aviões: 3 EMB-120 

Dist. da Borda ao Eixo da Pista(m): 90 	

Tipo de Piso: asfalto

### Auxílios operacionais
Sinais de Eixo de Pista - Biruta - Luzes de Pista  	 

Sinais de Cabeceira de Pista - Sinais Indicadores de Pista 

Sinais de Guia de Táxi - Luzes de Táxi - Luzes de Cabeceira 

Luzes de Obstáculos - Iluminação de Pátio - Farol Rotativo 

Freq. do Rádio: 123,45 - Circuito de Tráfego Aéreo: Padrão

### Abastecimento
Sim

### Instalações
Terminal de Passageiros (m²): 230  	
 
Estac. de Veículos - nº de vagas: 12 - Tipo de Piso: asfalto

### Serviços
Hangares: 2 - Cabine de Força (KF) 

Telefone Público 

Ônibus Urbano 

Área p/ publicidade

### Outros
Não consta